# MH & xmh: Email pour les utilisateurs et les programmeurs
 (octobre 2018).
MH & xmh: Email pour les utilisateurs et les programmeurs est le premier livre de l'histoire à avoir été publié sur Internet, écrit par Jeremy Peek et publié sur Internet en juin 1996. Le contenu est un conseil sur l'utilisation des commandes de messagerie faisant partie du programme de messagerie MH sur les systèmes Unix,,.